# Festulolium loliaceum
Festulolium loliaceum är en gräsart som först beskrevs av William Hudson, och fick sitt nu gällande namn av Paul Victor Fournier. Festulolium loliaceum ingår i släktet Festulolium och familjen gräs. Inga underarter finns listade i Catalogue of Life.